# Passarela de Chèvres
A Passarela de Chèvres é uma passarela para  peões, sobre o rio Ródano no cantão de Genebra na Suíça.
A  um passarela liga a localidade de Chèvres na margem esquerda  com a estação de tratamento de águas de Vernier.